# Нанькайский университет
Нанькайский университет (кит. 南开大学) — национальный исследовательский университет в Тяньцзине, Китай, основанный в 1919 году. Основателями считаются крупные китайские просветители — Чжан Болин (1876—1951) и Янь Фаньсунь (1860—1920). Является альма-матер для премьера Госсовета КНР Чжоу Эньлая. Считается первым и одним из лучших классических университетов в Китае.

## История

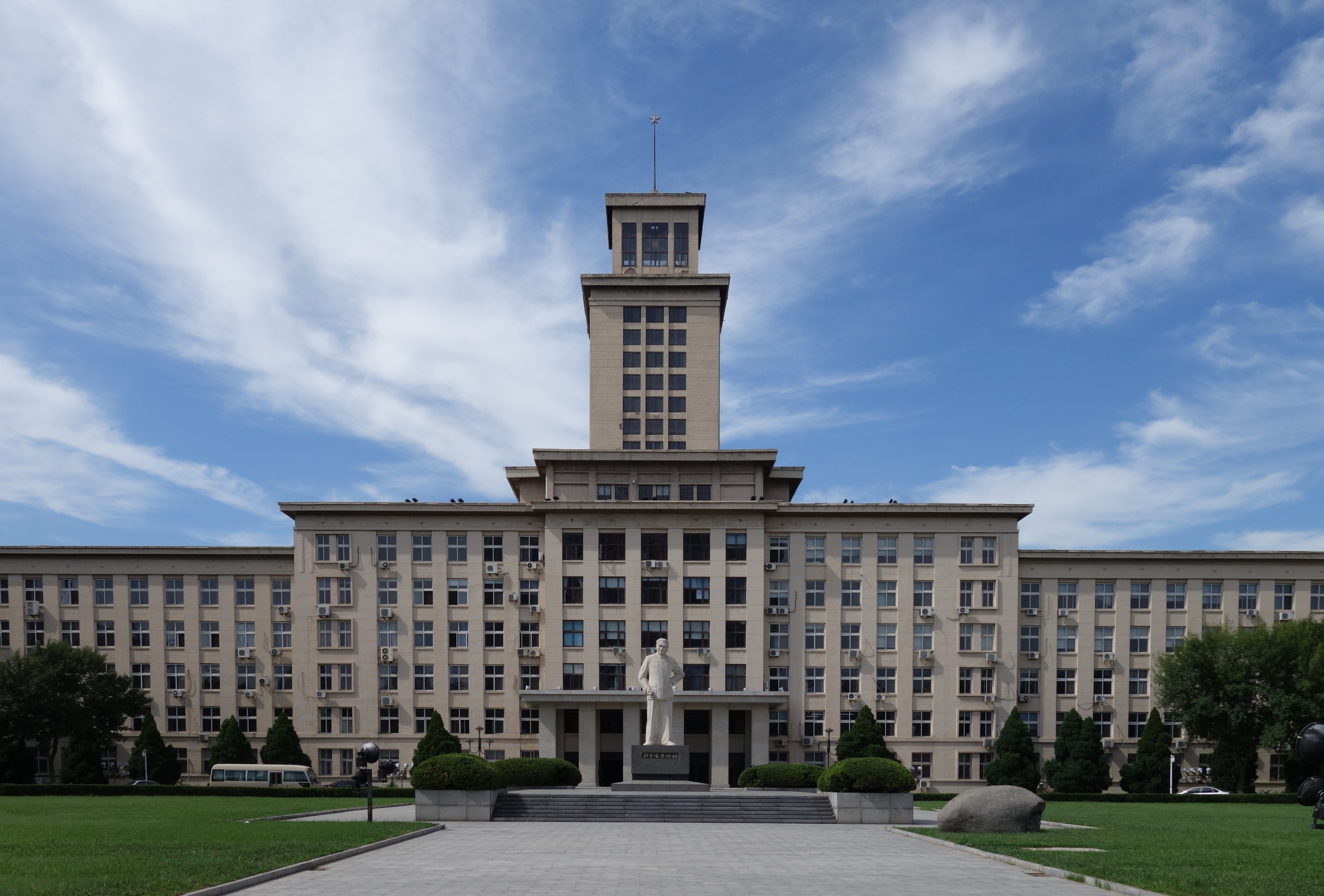
Нанькайский университет

Университет был основан на частные средства, поэтому был небольшим. На первом этапе своего существования в нем было всего три факультета — гуманитарных наук, техники и бизнеса и 96 студентов. Особенностью стало то, преподавание велось полностью на английском языке. К 1937 году Нанькай расширился — в университете было три колледжа, 13 отделений и два исследовательских института. В этот период в университете обучалось 429 студентов. Профессорско-преподавательский состав насчитывал 110 человек. Университет получил неофициальное название «Северной звезды высшего образования».

## Современность
По состоянию на конец 2009 года, в университете насчитывалось 22 колледжа, которые предлагали программы подготовки бакалавров по 73 специальностям, 208 программ для подготовки магистров, а также 122 программ для подготовки докторов наук (Ph.D.). Общее количество студентов — 12 тыс., магистрантов — 12 тыс. Около 10 % студентов — иностранные студенты, в основном из Южной Кореи, Японии, стран Европы и Африки. По различным рейтингам Нанькай занимает ведущее место в стране, неизменно попадая в десятку лучших вузов КНР. В Нанькае — одна из лучших школ по математике, химии, истории, бизнесу и экономике. В 2008 году Министерство образования КНР назвало Нанькайскую школу химии лучшей в КНР. Исследования по экономике, математике и истории — на 2 месте среди более, чем 2000 университетов КНР.

## Академические школы
- Школа исследований окружающей среды и инжиниринга
- Колледж иностранных языков
- Колледж истории
- Колледж идеологического и культурного образования
- Колледж информационных технологий
- Колледж китайского языка и культуры
- Колледж TEDA
- Химический колледж
- Школа бизнеса
- Школа государственного управления им. Чжоу Эньлая
- Школа литературы
- Школа математики
- Школа медицины
- Школа наук о человеке
- Школа права
- Школа программного обеспечения
- Школа фармакологии
- Школа философии
- Школа физики
- Школа экономики

## Ректоры университета
- Чжан Болин: 1919—1948
- Хэ Лянь: 1948—1957
- Ян Шисянь: 1957—1969, 1979—1981
- Цзан Бопин: 1978
- Тэн Вэйцзао: 1981—1986
- Му Гогуан: 1986—1995
- Хоу Цзисинь: 1995—2006
- Жао Цзыхэ: с 2006 по 2011
- Гонг Кэ: с 2011 по н.в

## Известные выпускники

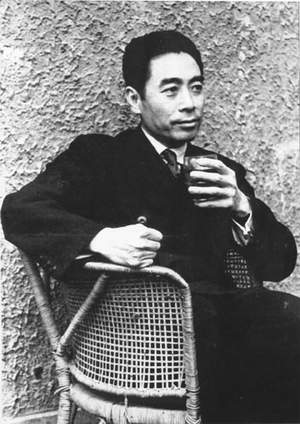
Чжоу Эньлай, первый премьер Госсовета КНР, выпускник Нанькайского университета

- Чжоу Эньлай, первый премьер Госсовета КНР.
- У Даю, бывший президент Академии наук Тайваня, «Отец китайской физики».
- Черн, Шиинг-Шен, ведущий специалист по дифференциальной геометрии и топологии XX столетия.
- Цао Юй, крупнейший китайский драматург XX столетия.
- Лю Дуншэн[кит.], Лауреат Премии Тайлера.
- Фань Цзэн, художник и каллиграф.
- Му Дань, один из наиболее известных китайских поэтов и переводчиков XX столетия, представитель Поэтического общества Цзюъе, член китайского экспедиционного корпуса в период Второй Мировой войны.
- Хуан Жэнъюй, историк, крупный специалист по Династии Мин, сторонник «макро-истории». Его книги являются бестселлерами в материковом Китае и на Тайване.
- Чхве Ён Гон, корейский государственный и политический деятель, командующий корейской народной армией (КНДР), Председатель Президиума Верховного Народного Собрания КНДР.

## Рейтинг
- 9-й в списке 50-и лучших вузов КНР. Рейтинг, публикуемый Народным университетом, 2008
- 8-й в списке лучших вузов КНР, публикуемом www.netbig.com, 2006
- 8-й в списке лучших вузов КНР по цитированию в системе SCI по версии Министерства образования КНР, 2005